# Летний кубок КВН
Летний кубок КВН — игра, ежегодно проходящая преимущественно в Сочи между чемпионами Высшей лиги КВН последних лет. Также именуется Суперкубок и Кубок чемпионов КВН. С 2015 года в рамках Летнего Кубка проводится ещё одна игра под названием Встреча Выпускников КВН.

## История
Летний кубок КВН:
Впервые был проведён в Одессе в 1994 году. В тот год Одесса отмечала свой двухсотлетний юбилей. Право открыть череду торжеств, посвящённых этому празднику, получил Клуб Весёлых и Находчивых. В качестве подарка городу было решено организовать турнир среди двух чемпионов клуба — команд Одесского Государственного Университета «Одесские джентльмены» (чемпионы сезонов 1986—87 и 1990 годов) и Новосибирского государственного университета (чемпионы сезонов 1987—88, 1991 и 1993). С тех пор было решено ежегодно проводить подобные игры между чемпионами последних лет. В течение последующих лет кубок несколько раз менял своё местоположение, пока в 2003 году окончательно не обосновался в городе Сочи. Но в 2016 году кубок покинул Сочи и был проведен во Владивостоке, а в 2017 году — в Астане. В 2018 году Летний кубок КВН вновь был проведён в городе Сочи. В 2021 и в 2022 году впервые прошёл в Ялте. А в 2023 году в Перми, в 2024 году Южно-Сахалинске. В 2020 году Летний кубок КВН (известный как Кубок чемпионов) прошёл в Москве, в Центральном академическом театре Российской армии. 
Встреча выпускников КВН:
В 2015 году была проведена впервые в городе Сочи. Для участия были приглашены команды-выпускники КВН: «МаксимуМ» (Томск), «Нарты из Абхазии» (Сухум), «РУДН» (Москва), «Утомлённые солнцем» (Сочи). В 2016 году игра не проводилась, в 2017 и в 2018 году проходила в Сочи, а с 2019 года проводится в городе Екатеринбурге, за исключением 2020 года, когда игра не состоялась.
Кубок КВН «Славянского базара»:
В 2024 году в рамках фестиваля искусств «Славянский базар», который проходит в Витебске с 1992 года, впервые прошёл Кубок фестиваля КВН.

## Команды КВН
- Одесские джентльмены (Одесса)
- НГУ (Новосибирск)
- Парни из Баку (Баку)
- Эскадрон гусар (Москва) и ХАИ (Харьков)
- Махачкалинские бродяги (Махачкала)
- Запорожье — Кривой Рог — Транзит (Запорожье — Кривой Рог) и Новые армяне (Ереван)
- Дети лейтенанта Шмидта (Томск)
- БГУ (Минск)
- Уральские пельмени (Екатеринбург)
- Сборная СССР
- УЕздный город (Магнитогорск — Челябинск)
- Утомлённые солнцем (Сочи)
- Сборная Пятигорска (Пятигорск)
- «Нарты из Абхазии» (Сухум), Мегаполис (Москва) и Пирамида (Владикавказ)
- РУДН (Москва)
- Лица Уральской НАциональности (Челябинск)
- Обычные люди (Москва), ПриМа (Курск) и СОК (Самара)
- Сборная Краснодарского края — «БАК-Соучастники» (Армавир — Брюховецкая)
- Триод и Диод (Смоленск) и Сборная Камызякского края по КВНу (Астрахань)
- ГородЪ ПятигорскЪ (Пятигорск) и Парапапарам (Москва)
- Союз (команда КВН) (Тюмень), Сборная Физтеха (Долгопрудный) и Детективное агентство «Лунный свет» (Белгород)
- Каzахи и Спарта (КВН) (Астана) и «Радио Свобода» (Ярославль)
- Азия MIX (Бишкек) + «Русская дорога» (Армавир (Россия)
- «Вятка» (Кировская область) и «Раисы» (Иркутск)
- «Так-то» (Красноярск)
- Сборная «Татнефти» (Альметьевск), Сборная Снежногорска (Снежногорск) и «ИП Бондарев» (ЯНАО, Надым)
- Сборная Пермского края (Пермь) и Борцы — Северный десант (Нижневартовск)
- «Имени меня» (Королёв) и «Доктор Хаусс» (Могилёв)
- «Флэш-Рояль» (Ростов-на-Дону)
- «Юрикен» (Владикавказ)

## Команды-гости КВН
- «Югра» (Ханты-Мансийск)
- «Полуостров» (Симферополь)
- «Сделано на Сахалине» (Сахалинская область)

## Команды кубка
- Ровеньки (Орёл)
- «Город Магас» (Ингушетия)
- команда «Пушка» (Гродно)
- участники проекта «КВН. Дети»

## Выпускники КВН
- Утомлённые солнцем (Сочи)
- Нарты из Абхазии (Сухум)
- МаксимуМ (Томск)
- РУДН (Москва)
- Парма (Пермь)
- Четыре татарина (Казань)
- Триод и Диод (Смоленск)
- Сборная Краснодарского края — «БАК-Соучастники» (Армавир — Брюховецкая)
- СОК (Самара)
- Каzахи (Астана)
- ГородЪ ПятигорскЪ (Пятигорск)
- Сборная Камызякского края по КВНу (Астрахань)
- Уральские пельмени (Екатеринбург)
- Азия MIX (Бишкек)
- Борцы — Северный десант (Сургут)
- Вятка (Кировская область)
- Раисы (Иркутск)
- Русская дорога (команда КВН) (Армавир)
- Сборная Снежногорска (Снежногорск, Мурманская область)
- Станция Спортивная (Москва)
- Сборная Дагестана (Махачкала)
- «Доктор Хаусс» (Могилёв)
- Сборная Пермского края (Пермь)
- "Сборная МАИ" (Москва)

## Победители
Летний кубок КВН и Кубок чемпионов КВН:
- 1994 — не присуждался
- 1995 — Парни из Баку (Баку)
- 1996 — ХАИ (Харьков)
- 1997 — Махачкалинские бродяги (Махачкала)
- 1998 — Новые армяне (Ереван)
- 1999 — Дети лейтенанта Шмидта (Томск)
- 2000 — БГУ (Минск)
- 2001 — Дети лейтенанта Шмидта (Томск)
- 2002 — Уральские пельмени (Екатеринбург)
- 2003 — Сборная СССР
- 2004 — Утомлённые солнцем (Сочи) и Уездный город (Магнитогорск-Челябинск) (ничья)
- 2005 — Утомлённые солнцем (Сочи)
- 2006 — Сборная Пятигорска
- 2007 — РУДН (Москва)
- 2008 — Нарты из Абхазии (Сухум) и Пирамида (Владикавказ) (выступали в тандеме)
- 2009 — Утомлённые солнцем (Сочи)
- 2010 — Нарты из Абхазии (Сухум) и Пирамида (Владикавказ) (выступали в тандеме)
- 2012 — СОК (Самара)
- 2013 — Триод и Диод (Смоленск)
- 2014 — ГородЪ ПятигорскЪ (Пятигорск) и Парапапарам (Москва) (выступали в тандеме)
- 2015 — Союз (команда КВН) (Тюмень) и Сборная Физтеха (Долгопрудный) (выступали в тандеме)
- 2016 — Союз (команда КВН) (Тюмень) и Детективное агентство «Лунный свет» (Белгород) (выступали в тандеме)
- 2017 — Казахи (команда КВН) (Астана)
- 2018 — Азия MIX (Бишкек) + Русская дорога (Армавир) и «Спарта» (Астана) + «Радио Свобода» (Ярославль) (выступали в тандеме)
- 2019 — Спарта (Астана)
- 2020 — Так-то (Красноярск)
- 2021 — Русская дорога (Армавир) и ИП Бондарев (Надым) (выступали в тандеме)
- 2022 — Русская дорога (Армавир)
- 2023 — «Сборная Пермского края» (Пермь)
- 2024 — «Доктор Хаусс» (Могилёв)
- 2025 — «Флэш-Рояль» (Ростов-на-Дону)

Встреча выпускников КВН:
- 2015 — МаксимуМ (Томск)
- 2017 — Парма (Пермь)
- 2018 — СОК (Самара)

Летний кубок 2002 года.

- 2019 — Сборная Камызякского края по КВНу (Астрахань)
- 2021 — Вятка (Кировская область)
- 2022 — Раисы (Иркутск)
- 2023 — Станция Спортивная (Москва)
- 2024 — Русская дорога (Армавир)
- 2025 — "Нарты из Абхазии" (Сухум)

Кубок КВН «Славянского базара»:
- 2023 — «Борцы» (Сургут)
- 2024 — Раисы (Иркутск)

## Награда для победителя
Летний кубок КВН:
Кубок, который вручается команде-победительнице, не имеет какой-либо определённой формы и, как правило, не является кубком, как таковым. Обычно его внешний вид зависит от места и времени проведения игры. В разное время роль кубка исполняли: макет фрегата, штурвал, ракушка и др.
Встреча выпускников КВН:
В качестве приза выступала бутылка с лимонадом, а кубок переходил из поколения в поколение (то есть, из рук в руки).

## Летний кубок КВН

### 1994 год. Одесса
- Дата игры: 16 августа 1994 года
- Команды: команда Одесского государственного университета «Одесские джентльмены» (Одесса), команда Новосибирского государственного университета НГУ (Новосибирск)
- Жюри: Аркадий Инин, Алла Сурикова, Михаил Мишин, Александр Журбин, Леонид Ярмольник
- Конкурсы: приветствие, разминка, музыкальный конкурс, домашнее задание

| Команда | Приветствие | Разминка | общий | Муз. конкурс | общий | ДЗ | Итого |
| ------- | ----------- | -------- | ----- | ------------ | ----- | -- | ----- |
| ОГУ     | 4,4         | 5,8      | 10,2  | 4            | 14,2  | -  | -     |
| НГУ     | 4,6         | 3,8      | 8,4   | 4,4          | 12,8  | -  | -     |

Оценки за последний конкурс не были объявлены. Михаил Мишин от лица всех членов жюри сказал: «Нам не понравились оба домашних задания, просто у Одессы оно не понравилось чуточку меньше».
Далее на сцену были приглашены капитаны обеих соревнующихся команд, которые подняли бокалы и сказали тост. После этого кубок было решено не отдавать ни одной из команд. Он был подарен Одессе в честь юбилея.

### 1995 год. Баку
Двадцать пять лет назад команды из городов Одесса и Баку встречались в финале сезона 1970 года. Тогда команда Баку выиграла у Одессы с перевесом в одно очко, поэтому игра 1995 года рассматривалась, как некий реванш.
- Дата игры: 1 августа 1995 года
- Команды: Парни из Баку (Баку), Одесские джентльмены (Одесса)
- Жюри: Андрей Макаров, Михаил Мишин, Иван Демидов, Леонид Ярмольник, Юлий Гусман
- Конкурсы: приветствие («Двадцать пять лет спустя»), разминка, музыкальный конкурс, капитанский, домашнее задание («Наш дом»)

| Команда       | Приветствие | Разминка | общий | Музыкальный конкурс | общий | Капитанский | общий | ДЗ | Итого |
| ------------- | ----------- | -------- | ----- | ------------------- | ----- | ----------- | ----- | -- | ----- |
| Парни из Баку | 5           | 5        | 10    | 5                   | 15    | -           | -     | -  | -     |
| ОГУ           | 5           | 4        | 9     | 3                   | 12    | -           | -     | -  | -     |

Обладатель Летнего кубка 1995 года команда Парни из Баку (Баку)
- На этой игре произошёл знаменитый эпизод: во время капитанского конкурса (условного, потому что он не оценивался) Юлий Гусман сорвал с себя бороду
- В капитанском конкурсе выступали Святослав Пелишенко (ОГУ) и Анар Мамедханов («Парни из Баку»).

### 1996 год. Круиз по Средиземному морю
- Дата игры: 22 августа 1996 года
- Тема игры: Морские манёвры КВН
- Команды: команда Вооружённых сил России «Эскадрон гусар» (Москва), команда Харьковского авиационного института ХАИ (Харьков)
- Жюри: Юлий Гусман, Михаил Марфин, Янислав Левинзон, Александр Масляков
- Конкурсы: приветствие («Свистать всех наверх»), разминка («Морской бой»), выездной видеоконкурс («Моряк вразвалочку сошёл на берег»), капитанский конкурс («Поучительная история»), домашнее задание («Королевская регата»)

| Команда        | Приветствие | Разминка | общий | Видео | общий | Капитанский конкурс | общий | Домашнее задание | Итого |
| -------------- | ----------- | -------- | ----- | ----- | ----- | ------------------- | ----- | ---------------- | ----- |
| Эскадрон гусар | 4           | 4        | 8     | 5     | 13    | 3                   | 16    | 7                | 23    |
| ХАИ            | 5           | 5        | 10    | 4     | 14    | 3,5                 | 17,5  | 7                | 24,5  |

Обладатель Летнего кубка 1996 команда Харьковского авиационного института.
- Летний кубок был проведён на борту теплохода «Тарас Шевченко». Обе команды, участвующие в игре, стали чемпионами клуба в 1995 году и эта игра была окрещена матчем-реваншем.
- Капитанский конкурс играли Андрей Чивурин (ХАИ) и Владимир Коняев («Эскадрон гусар»).

### 1997 год. Сочи
- Дата игры: 23 августа 1997 года
- Тема игры: Золотое руно
- Команды: ХАИ (Харьков), Махачкалинские бродяги (Махачкала)
- Жюри: Анатолий Лысенко, Андрей Макаров, Арина Шарапова, Сергей Шолохов, Иван Демидов
- Конкурсы: приветствие («Ступень к Парнасу»), разминка («Загадки сфинкса»), музыкальный конкурс («Ты куда, Одиссей?»), капитанский конкурс («Орфей и Эвридика»), домашнее задание («За золотым руном»)

| Команда                | Приветствие | Разминка | общий | Музыкальный конкурс | общий | Капитанский конкурс | общий | Домашнее задание | Итого |
| ---------------------- | ----------- | -------- | ----- | ------------------- | ----- | ------------------- | ----- | ---------------- | ----- |
| ХАИ                    | 4           | 3,6      | 7,6   | 4,8                 | 12,4  | 4,4                 | 16,8  | 6                | 22,8  |
| Махачкалинские бродяги | 5           | 4,6      | 9,6   | 4,8                 | 14,4  | 4,2                 | 18,6  | 5,4              | 24    |

Обладатель Летнего Кубка — 1997 команда «Махачкалинские бродяги».
- Капитанский конкурс играли Андрей Чивурин (ХАИ) и Шабан Муслимов (Бродяги).

### 1998 год. Сочи
- Дата игры: 26 августа 1998 года
- Команды: Запорожье — Кривой Рог — Транзит (Запорожье — Кривой Рог), Новые армяне (Ереван)
- Жюри: Евгений Паснюк, Анатолий Лысенко, Иван Демидов, Константин Эрнст, Сергей Шолохов
- Конкурсы: приветствие («Будь готов»), разминка («Что такое хорошо и что такое плохо»), выездной видеоконкурс («Пионерская зорька»), конкурс одной песни («У пионерского костра»), капитанский конкурс, домашнее задание («Старая крепость»)

| Команда      | Приветствие | Разминка | общий | Видео | общий | КОП | общий | Капитанский конкурс | общий | ДЗ  | Итого |
| ------------ | ----------- | -------- | ----- | ----- | ----- | --- | ----- | ------------------- | ----- | --- | ----- |
| Транзит      | 5           | 5        | 10    | 4,5   | 14,5  | 4,8 | 19,3  | 3,8                 | 23,1  | 4,4 | 27,5  |
| Новые армяне | 5           | 5        | 10    | 5     | 15    | 4   | 19    | 3,6                 | 22,6  | 5,8 | 28,4  |

Обладатель Летнего кубка 1998 — «Новые армяне».
- Эта игра также, как игра в 1996, была названа матчем-реваншем, поскольку обе команды стали чемпионами клуба в 1997 году.
- Капитанский конкурс играли Михаил Гуликов («Запорожье — Кривой Рог — Транзит») и Гарик Мартиросян («Новые армяне»)

### 1999 год. Кипр
- Дата игры: 6 мая 1999 года
- Команды: Дети лейтенанта Шмидта (Томск), Новые армяне (Ереван), Запорожье — Кривой рог — Транзит (Запорожье — Кривой Рог)
- Жюри: Галина Волчек, Георгий Мурадов, Андрей Макаров, Константин Эрнст, Сергей Шолохов, Юлий Гусман
- Конкурсы: приветствие («Таинственный остров»), разминка («Легенды и мифы»), конкурс одной песни («Гимн Афродите»), домашнее задание («Одиссея»)

| Команда      | Приветствие | Разминка | общий | КОП | общий | ДЗ | Итого |
| ------------ | ----------- | -------- | ----- | --- | ----- | -- | ----- |
| ДЛШ          | 5           | 5        | 10    | 5   | 15    | 7  | 22    |
| Новые армяне | 5           | 4,5      | 9,5   | 4   | 13,5  | 6  | 19,5  |
| Транзит      | 4           | 4,5      | 8,5   | 4,8 | 13,3  | 7  | 20,3  |

Обладатель Летнего кубка 1999 года — «Дети лейтенанта Шмидта» (Томск).
- В целях укрепления дружественных и культурных связей между Республикой Кипр и Российской Федерацией было решено провести Летний кубок 1999 года на острове Кипр, в городе Ларнака.[источник не указан 3201 день] Игра была посвящена культуре Кипра и древнегреческой истории. Эту акцию поддержали посольство Российской Федерации в Республике Кипр и правительство Москвы.
- Впервые в Летнем кубке приняли участие три команды, причём одна из них («Новые армяне») одновременно принимала участие в текущем сезоне Высшей лиги КВН, чего раньше тоже не случалось.

### 2000 год. Кипр
- Дата игры: 6 мая 2000 года
- Команды: БГУ (Минск), Дети лейтенанта Шмидта (Томск)
- Жюри: Галина Волчек, Владимир Павлинов, Борис Краснов, Антон Табаков, Александр Роднянский, Юлий Гусман
- Конкурсы: приветствие, разминка, СТЭМ, капитанский, ДЗ

| Команда | Приветствие | Разминка | общий | СТЭМ | общий | Капитанский | общий | ДЗ | Итого |
| ------- | ----------- | -------- | ----- | ---- | ----- | ----------- | ----- | -- | ----- |
| БГУ     | 5           | 5        | 10    | 3    | 13    | 3           | 16    | 6  | 22    |
| ДЛШ     | 5           | 4        | 9     | 4    | 13    | 3,5         | 16,5  | 5  | 21,5  |

Обладатель Летнего кубка 2000 — команда Белорусского Государственного Университета (Минск).
- Капитанский конкурс играли Виталий Шляппо (БГУ) и Григорий Малыгин (ДЛШ). Этот капитанский конкурс отличался тем, что капитаны не читали свои монологи на сцене, они были сняты заранее, зрители и жюри смотрели видео.
- «Дети лейтенанта Шмидта», как и «Новые армяне» годом ранее, и играли в сезоне Высшей лиги, и участвовали в Кубке.
- На этой игре вне конкурса показала приветствие команда «Новые армяне».

### 2001 год. Сочи
- Дата игры: 2 сентября 2001 года
- Тема игры: Привет из Сочи
- Команды: Уральские пельмени (Екатеринбург), Новые армяне (Ереван), Дети лейтенанта Шмидта (Томск)
- Жюри: Михаил Марфин, Леонид Мостовой, Леонид Ярмольник, Игорь Угольников, Борис Краснов, Юлий Гусман
- Конкурсы: приветствие («Солнечный удар»), разминка («Короче, я звоню из Сочи»), БРИЗ («Наука отдыхать»), музыкальное домашнее задание («Сон в летнюю ночь»)

| Команда                | Приветствие | Разминка | общий | БРИЗ | общий | МДЗ | Итого |
| ---------------------- | ----------- | -------- | ----- | ---- | ----- | --- | ----- |
| Уральские пельмени     | 5           | 4,3      | 9,3   | 3    | 12,3  | 6,2 | 18,5  |
| Новые армяне           | 5           | 5,3      | 10,3  | 3,2  | 13,5  | 6,5 | 20    |
| Дети лейтенанта Шмидта | 5           | 4,6      | 9,6   | 4    | 13,6  | 6,7 | 20,3  |

Обладатель Летнего кубка 2001 — «Дети лейтенанта Шмидта» (Томск).
- «Новые армяне» и «Дети лейтенанта Шмидта» стали первыми командами, участвовавшими в Летнем кубке третий раз.
- «Дети лейтенанта Шмидта» стали первыми двукратными обладателями Кубка.
- Часть команды «Дети лейтенанта Шмидта» играла в сезоне Высшей лиги в команде «Сибирские сибиряки».

### 2002 год. Ханты-Мансийск
- Дата игры: 31 августа 2002 года
- Тема игры: Северное сияние
- Команды: БГУ (Минск), Уральские пельмени (Екатеринбург)
- Жюри: Олег Урушев, Артём Семакин, Александр Абдулов, Сергей Соловьев, Леонид Ярмольник
- Конкурсы: приветствие («А я еду за туманом»), разминка, СТЭМ («Сибирское здоровье»), музыкальное  домашнее задание («Сибириада»)

| Команда            | Приветствие | Разминка | общий | СТЭМ | общий | МДЗ | Итого |
| ------------------ | ----------- | -------- | ----- | ---- | ----- | --- | ----- |
| БГУ                | 4,5         | 6        | 10,5  | 4    | 14,5  | 7   | 21,5  |
| Уральские пельмени | 5           | 7        | 12    | 4    | 16    | 7   | 23    |

Обладатель Летнего кубка 2002 — команда «Уральские пельмени» (Екатеринбург).
- В Ханты-Мансийске на Летнем кубке собралось рекордное количество зрителей — около пятнадцати тысяч. Данный рекорд зафиксирован в Книге рекордов КВН.[1]
- На этом Суперкубке между собой сражались последний чемпион XX века («Уральские пельмени») и первый чемпион XXI века (БГУ).
- Перед началом игры выступила с внеконкурсным приветствием ханты-мансийская команда «Югра».

### 2003 год. Сочи
- Дата игры: 26 августа 2003 года
- Тема игры: Горячая десятка
- Команды: Уездный город (Челябинск — Магнитогорск), Уральские пельмени (Екатеринбург), Сборная СССР
- Жюри: Виталий Игнатенко, Эдуард Сагалаев, Сергей Шолохов, Антон Комолов, Александр Абдулов, Юлий Гусман
- Конкурсы: приветствие («В десятку»), разминка («Обмен любезностями»), БРИЗ («Давай устроим праздник»), музыкальное домашнее задание («Десятый вал»)

| Команда            | Приветствие | Разминка | общий | БРИЗ | общий | МДЗ | Итого |
| ------------------ | ----------- | -------- | ----- | ---- | ----- | --- | ----- |
| Уездный город      | 4,7         | 4,5      | 9,2   | 5    | 14,2  | 6,7 | 20,9  |
| Уральские пельмени | 4,7         | 4        | 8,7   | 5    | 13,7  | 6,5 | 20,2  |
| Сборная СССР       | 5           | 4,2      | 9,2   | 5    | 14,2  | 6,8 | 21    |

Обладатель Летнего кубка 2003 — «Сборная СССР»
- Впервые в розыгрыше Суперкубка участвовала команда, которая не только ни разу не была чемпионом клуба, но и вообще ни разу не появлялась на сцене КВН в данном составе. Данная команда собралась специально для участия в Летнем кубке и получила название «Сборная СССР». Несмотря на отсутствие чемпионского звания у самой команды, в её составе были чемпионы клуба разных лет и некоторые обладатели Летнего кубка.
- Изначально максимум за конкурс БРИЗ был 4 балла, но после того, как судьи поставили всем командам пятёрки, Масляков решил, что БРИЗ в этой игре будет оцениваться по пятибалльной шкале.

### 2004 год. Сочи
- Дата игры: 28 августа 2004 года
- Тема игры: Подводная одиссея
- Команды: Уездный город (Челябинск — Магнитогорск), Утомлённые солнцем (Краснодарский край)
- Жюри: Сергей Шолохов, Юлий Гусман, Леонид Ярмольник, Игорь Верник, Александр Абдулов, Александр Иншаков
- Конкурсы: приветствие («Свистать всех вниз!»), разминка («SOS!»), СТЭМ («На дне!»), капитанский конкурс, музыкальное домашнее задание («По морям, по волнам!»)

| Команда            | Приветствие | Разминка | общий | СТЭМ | общий | Капитанский | общий | МДЗ | Итого |
| ------------------ | ----------- | -------- | ----- | ---- | ----- | ----------- | ----- | --- | ----- |
| Уездный город      | 4,9         | 6        | 10,9  | 3,5  | 14,4  | 3           | 17,4  | 4,9 | 22,3  |
| Утомлённые солнцем | 5           | 5        | 10    | 3,5  | 13,5  | 2,8         | 16,3  | 6   | 22,3  |

- Впервые за всю историю Летнего кубка награду получили две команды: «Утомлённые солнцем» и «Уездный город».
- Капитанский конкурс играли Евгений Никишин («Уездный город») и Михаил Галустян («Утомлённые солнцем»)

### 2005 год. Сочи
- Дата игры: 27 августа 2005 года
- Тема игры: На суше и на море
- Команды: Утомлённые солнцем (Краснодарский край), Сборная Пятигорска (Пятигорск)
- Жюри: Леонид Ярмольник, Андрей Панин, Александр Стриженов, Екатерина Стриженова, Юлий Гусман
- Конкурсы: приветствие («Моряк вразвалочку сошёл на берег»), разминка («Договоримся на берегу»), СТЭМ («Из жизни отдыхающих»), видеоконкурс («Город-курорт»), капитанский («Капитан Врунгель»), домашнее задание («С корабля на бал»)

| Команда            | Приветствие | Разминка | общий | СТЭМ | общий | Видео | общий | Капитанский | общий | ДЗ  | Итого |
| ------------------ | ----------- | -------- | ----- | ---- | ----- | ----- | ----- | ----------- | ----- | --- | ----- |
| Утомлённые солнцем | 5           | 5        | 10    | 4    | 14    | 3,7   | 17,7  | 4           | 21,7  | 6   | 27,7  |
| Сборная Пятигорска | 4,8         | 4,5      | 9,3   | 4    | 13,3  | 4     | 17,3  | 3,7         | 21    | 5,7 | 26,7  |

Обладатель Летнего кубка 2005 - Утомлённые солнцем.
- Капитанский конкурс играли Семён Слепаков («Сборная Пятигорска») и Михаил Галустян («Утомлённые солнцем»).

### 2006 год. Сочи
- Дата игры: 1 сентября 2006 года
- Тема игры: Заветная цель
- Команды: Сборная Пятигорска (Пятигорск), Нарты из Абхазии (Сухум), Мегаполис (Москва)
- Жюри: Игорь Верник, Екатерина Стриженова, Александр Стриженов, Леонид Ярмольник, Юлий Гусман, Михаил Ефремов, Александр Абдулов
- Конкурсы: приветствие («Мечтать не вредно»), разминка («Мечты-Мечты»), видеоконкурс («Клип мечты»), домашнее задание («Мечты сбываются»)

| Команда            | Приветствие | Разминка | общий | Видео | общий | ДЗ | Итого |
| ------------------ | ----------- | -------- | ----- | ----- | ----- | -- | ----- |
| Сборная Пятигорска | 5           | 3        | 8     | 5     | 13    | 7  | 20    |
| Нарты из Абхазии   | 4           | 4        | 8     | 4     | 12    | 6  | 18    |
| Мегаполис          | 4           | 3        | 7     | 5     | 12    | 5  | 17    |

Обладатель Летнего кубка 2006 — Сборная Пятигорска.

### 2007 год. Сочи
- Дата игры: 24 августа 2007 года
- Команды: РУДН (Москва), ЛУНа (Челябинск), Мегаполис (Москва), Нарты из Абхазии (Сухум)
- Жюри: Сергей Шакуров, Алексей Ягудин, Леонид Ярмольник, Екатерина Стриженова, Юлий Гусман
- Конкурсы: приветствие, биатлон, СТЭМ, конкурс одной песни

| Команда          | Приветствие | Биатлон | общий | СТЭМ | общий | КОП | Итого |
| ---------------- | ----------- | ------- | ----- | ---- | ----- | --- | ----- |
| РУДН             | 5           | 0,4     | 5,4   | 4    | 9,4   | 4   | 13,4  |
| ЛУНа             | 4,6         | 1       | 5,6   | 3,8  | 9,4   | 3,8 | 13,2  |
| Мегаполис        | 5           | 0,6     | 5,6   | 4    | 9,6   | 3,6 | 13,2  |
| Нарты из Абхазии | 4,6         | 0,8     | 5,4   | 3,8  | 9,2   | 4   | 13,2  |

Обладатель Летнего кубка 2007 — Сборная РУДН
- Впервые в розыгрыше Суперкубка участвовало четыре команды.
- Единственный раз в Летнем кубке участвовали 2 команды из одного города.
- Это первый Летний кубок, на котором не было разминки.

### 2008 год. Сочи
- Дата: 18 августа 2008 года
- Команды: «Обычные люди» (Москва) + «ПриМа» (Курск), «Нарты из Абхазии» (Сухум) + «Пирамида» (Владикавказ)
- Жюри: Александр Стриженов, Екатерина Стриженова, Юлий Гусман, Сергей Шакуров, Леонид Ярмольник, Игорь Верник
- Конкурсы: приветствие, разминка, видеоконкурс, домашнее задание

Приветствие и видеоконкурс команды сыграли отдельно друг от друга, а разминку и домашнее задание — в объединенных составах.
| Команда          | Приветствие | общий | Разминка | общий | видео | общий | ДЗ  | Итого |
| ---------------- | ----------- | ----- | -------- | ----- | ----- | ----- | --- | ----- |
| ПриМа            | 5           | 9.9   | 4.8      | 14.7  | 5     | 24.5  | 6.7 | 31.2  |
| Обычные люди     | 4.9         | 9.9   | 4.8      | 14.7  | 4.8   | 24.5  | 6.7 | 31.2  |
| Нарты из Абхазии | 5           | 9.9   | 4.6      | 14.5  | 5     | 24.4  | 7   | 31.4  |
| Пирамида         | 4.9         | 9.9   | 4.6      | 14.5  | 4.9   | 24.4  | 7   | 31.4  |

Обладатели Летнего кубка 2008 — команды «Нарты из Абхазии» (Сухум) и «Пирамида» (Владикавказ).
- Летний кубок прошёл по схеме «чемпион +». Чемпионы клуба — «Обычные люди» — и победители СМС-голосования на приз зрительских симпатий (проводилось после финала 2007) — «Пирамида» — выступили в парах с дружественными командами.

### 2009 год. Сочи
- Дата игры: 24 августа 2009 года
- Тема игры: Лето в стиле ретро
- Команды: Уездный город (Челябинск — Магнитогорск), Утомлённые солнцем (Краснодарский край), МаксимуМ (Томск)
- Жюри: Владимир Винокур, Екатерина Стриженова, Александр Стриженов, Леонид Ярмольник, Виталий Игнатенко, Игорь Верник, Юлий Гусман, Константин Эрнст
- Конкурсы: приветствие («Старые знакомые»), разминка («Вечер веселых вопросов»), СТЭМ («Классическая ситуация»), конкурс одной песни («Музыкальная нетленка»)

| Команда            | Приветствие | Разминка | общий | СТЭМ | общий | КОП | Итого |
| ------------------ | ----------- | -------- | ----- | ---- | ----- | --- | ----- |
| Уездный город      | 5           | 5,8      | 10,8  | 5    | 15,8  | 5   | 20,8  |
| Утомлённые солнцем | 5           | 6        | 11    | 5    | 16    | 5   | 21    |
| МаксимуМ           | 5           | 5,7      | 10,7  | 5    | 15,7  | 5   | 20,7  |

Обладатель Летнего кубка 2009 — команда «Утомлённые солнцем».
- На этой игре в зрительном зале присутствовал Дмитрий Медведев.
- Разминка состояла из двух частей: вторая была традиционной, а первая представляла собой капитанскую разминку — капитаны отвечали на вопросы из зала без помощи своих команд. В капитанской разминке участвовали Михаил Башкатов (Максимум), Евгений Никишин (Уездный город) и Михаил Галустян (Утомлённые солнцем).
- «Утомлённые солнцем» стали единственными трёхкратными обладателями Летнего кубка.

### 2010 год. Сочи
Розыгрыш кубка вновь прошёл по схеме «чемпион +», появившейся двумя годами ранее на Летнем кубке 2008 года.
- Дата: 24 августа 2010 года
- Команды: «Нарты из Абхазии» (Сухум) + «Пирамида» (Владикавказ), «ПриМа» (Курск) + «СОК» (Самара)
- Жюри: Александр Стриженов, Екатерина Стриженова, Юлий Гусман, Алексей Ягудин, Леонид Ярмольник
- Конкурсы: приветствие («Вольному — воля!»), разминка («Любой каприз»), капитанский биатлон («Обо всём понемногу»), домашнее задание («Творим, что хотим»)

Приветствие и капитанский биатлон команды сыграли отдельно друг от друга, а разминку и домашнее задание в объединенных составах.
| Команда          | Приветствие | общий | Разминка | общий | Биатлон | общий | ДЗ | Итого |
| ---------------- | ----------- | ----- | -------- | ----- | ------- | ----- | -- | ----- |
| ПриМа            | 5           | 10    | 4        | 14    | 0.6     | 15    | 7  | 22    |
| СОК              | 5           | 10    | 4        | 14    | 0.4     | 15    | 7  | 22    |
| Нарты из Абхазии | 5           | 10    | 4.5      | 14.5  | 1       | 16.3  | 6  | 22.3  |
| Пирамида         | 5           | 10    | 4.5      | 14.5  | 0.8     | 16.3  | 6  | 22.3  |

Обладатели Летнего кубка 2010 команды Нарты из Абхазии (Сухум) и Пирамида (Владикавказ).
- Капитанский конкурс играли Дмитрий Колчин (СОК), Александр Якушев (ПриМа), Теймураз Тания (Нарты из Абхазии) и Давид Цаллаев (Пирамида).
- Если в 2008 году «ПриМа» и «Нарты из Абхазии» выступали в качестве приглашённых команд, то в 2010 они были чемпионами, приглашавшими другие команды себе в пару.
- «Нарты из Абхазии» стали первой командой, участвовавшей в Кубке четвёртый раз.
- В этом летнем Кубке выступают те же команды, что и в 2008 году. Только вместо "Обычных людей" теперь "СОК", и она выступала в качестве приглашенной команды.

### 2012 год. Сочи
После отмены Летнего кубка в 2011-м году в 2012-м АМиК получила от «Первого канала» ещё один дополнительный эфир для этого мероприятия.
- Дата игры: 23 августа 2012 года
- Тема игры: Дуэль
- Команды: Сборная Краснодарского края (Брюховецкая — Армавир), СОК (Самара)
- Жюри: Екатерина Стриженова, Александр Стриженов, Дмитрий Нагиев, Валдис Пельш, Андрей Макаревич, Юлий Гусман, Юрий Постригай
- Конкурсы: приветствие, разминка, СТЭМ, капитанский конкурс, музыкальное домашнее задание

| Команда           | Приветствие | Разминка | общий | СТЭМ | общий | Капитанка | общий | МДЗ | Итого |
| ----------------- | ----------- | -------- | ----- | ---- | ----- | --------- | ----- | --- | ----- |
| БАК — Соучастники | 5           | 0,3      | 5,3   | 3,8  | 9,1   | 3,8       | 12,9  | 6,9 | 19,8  |
| СОК               | 5           | 0,1      | 5,1   | 3,8  | 8,9   | 4         | 12,9  | 7   | 19,9  |

Обладатель Летнего кубка 2012 — команда «СОК».
- Оценки за последний конкурс не были объявлены. Жюри объявило, что СОК победил с отрывом в 0,1 балла, и Летний кубок ушёл команде СОК.
- На этой игре команды пригласили по 3 легионера КВН из разных команд. СОК пригласил Елену Борщёву из «Сборной Пятигорска», Ольгу Картункову из команды «ГородЪ ПятигорскЪ» и Александра Якушева из «ПриМы». СКК пригласила Андрея Скорохода из «Триода и Диода», Дмитрия Грачёва из команд «Незолотая молодежь» и МАМИ и Александра Гудкова из «Фёдора Двинятина».
- Разминка состояла из трёх частей: первая была традиционной, вторая представляла собой видеовопросы со Спецпроекта от КВНщиков разных стран, а третья — биатлонная. За каждую часть жюри давали одной команде по 0,1 балла.
- В капитанском конкурсе выступали Николай Архипенко (СКК) и Дмитрий Колчин (СОК).
- Это первая с 2005 года игра в телевизионном КВН с участием 2-х команд.[источник не указан 3201 день]

### 2013 год. Сочи
- Дата игры: 27 августа 2013 года
- Тема игры: Дуэль
- Команды: Триод и Диод (Смоленск), СОК (Самара)
- Жюри: Екатерина Стриженова, Александр Стриженов, Валдис Пельш, Алексей Ягудин, Юлий Гусман
- Конкурсы: приветствие, разминка, СТЭМ, музыкальное домашнее задание

| Команда      | Приветствие | Разминка | общий | СТЭМ | общий | МДЗ | Итого |
| ------------ | ----------- | -------- | ----- | ---- | ----- | --- | ----- |
| Триод и Диод | 6           | 5,9      | 11,9  | 3    | 14,9  | -   | -     |
| СОК          | 5,9         | 6        | 11,9  | 3    | 14,9  | -   | -     |

Обладатель Летнего кубка 2013 — команда «Триод и Диод».
- Оценки за последний конкурс снова не были объявлены. Жюри объявило, что голоса поделились, но так как у СОКа уже был Летний кубок, то он ушёл команде Триод и Диод.
- На этой игре команды пригласили по 3 легионера КВН из разных команд. СОК пригласил Азамата Мусагалиева из «Сборной Камызякского края», Юлию Ахмедову из команды «25-я» и Сергея Писаренко из «Уездного города». Триод и Диод пригласил Игоря Ласточкина из «Днепра», Турсынбека Кабатова из команды «Казахи» и Заурбека Байцаева из «Пирамиды».

### 2014 год. Сочи
- Дата игры: 27 августа 2014
- Команды: Триод и Диод (Смоленск) + Сборная Камызякского края по КВНу (Астраханская область), ГородЪ ПятигорскЪ (Пятигорск) + Парапапарам МГИМО (Москва)
- Жюри: Екатерина Стриженова, Александр Стриженов, Михаил Галустян, Валдис Пельш, Юлий Гусман
- Конкурсы: Приветствие, СТЭМ, Конкурс одной песни (КОП), Музыкальное домашнее задание

| Команда           | Приветствие | Общий | СТЭМ | Общий | КОП | Общий | МДЗ | Итого |
| ----------------- | ----------- | ----- | ---- | ----- | --- | ----- | --- | ----- |
| Парапапарам       | 5           | 10    | 4    | 14    | 4   | 18    | 6   | 24    |
| Городъ Пятигорскъ | 5           | 10    | 4    | 14    | 4   | 18    | 6   | 24    |
| Камызяки          | 5           | 9,5   | 3,5  | 13    | 3,5 | 16,5  | 6   | 22,5  |
| Триод и Диод      | 4,5         | 9,5   | 3,5  | 13    | 3,5 | 16,5  | 6   | 22,5  |

Обладатели летнего кубка 2014 — «ГородЪ ПятигорскЪ» (Пятигорск) и «Парапапарам» (Москва)
- «Парапапарам» стали вторым обладателем летнего кубка, не являясь чемпионом Высшей лиги КВН, после Пирамиды.
- Игра в прямом эфире транслировалась в ММЦ «Планета КВН»

### 2015 год. Сочи
- Дата игры: 21 августа 2015
- Тема игры: «Отдых в стиле КВН».
- Команды: «ГородЪ ПятигорскЪ» (Пятигорск) + «Парапапарам» (Москва), «Союз» (Тюменская область) + «Сборная Физтеха» (Долгопрудный).
- Жюри: Екатерина Стриженова, Александр Стриженов, Михаил Галустян, Дмитрий Нагиев, Сергей Светлаков, Юлий Гусман.
- Конкурсы: приветствие, биатлон, конкурс капитанов, видеоконкурс, музыкальный финал.

| Команда           | Привет. | общий | Биатлон | общий | Капитаны | общий | Видео | общий | Финал | Итого |
| ----------------- | ------- | ----- | ------- | ----- | -------- | ----- | ----- | ----- | ----- | ----- |
| ГородЪ ПятигорскЪ | 5       | 10    | 1       | 11.7  | 0.9      | 13.5  | 3     | 16.5  | 4     | 20.5  |
| Парапапарам       | 5       | 10    | 0.7     | 11.7  | 0.9      | 13.5  | 3     | 16.5  | 4     | 20.5  |
| Союз              | 5       | 10    | 0.8     | 11.7  | 0.9      | 13.6  | 3     | 16.6  | 4     | 20.6  |
| Сборная Физтеха   | 5       | 10    | 0.9     | 11.7  | 1        | 13.6  | 3     | 16.6  | 4     | 20.6  |

Обладатели Летнего кубка 2015 — команды «Союз» (Тюменская область) + «Сборная Физтеха» (Долгопрудный).
- Впервые проводилась неделя КВН в Сочи с 21 по 24 августа 2015 года.

Встреча выпускников КВН
- Дата игры: 24 августа 2015
- Город: Сочи
- Команды: «МаксимуМ» (Томск), «Нарты из Абхазии» (Сухум), «РУДН» (Москва), «Утомлённые солнцем» (Сочи).
- Жюри: Екатерина Стриженова, Алексей Ягудин, Сергей Светлаков, Юлий Гусман.
- Конкурсы: Приветствие, Ремейк, Домашнее задание.

| Команда            | Приветствие | Ремейк | Общий | Домашнее задание | Итог |
| ------------------ | ----------- | ------ | ----- | ---------------- | ---- |
| Максимум           | 1           | 1      | 2     | 1                | 3    |
| Нарты из Абхазии   | 0           | 0      | 0     | 0                | 0    |
| РУДН               | 0           | 0      | 0     | 0                | 0    |
| Утомлённые солнцем | 1           | 0      | 1     | 1                | 2    |

Победитель Встречи выпускников КВН 2015  — команда МаксимуМ (Томск).

### 2016 год. Владивосток
- Дата игры: 11 сентября 2016
- Тема игры: «Широка страна моя родная»
- Команды: «Союз» (Тюменская область)  + Детективное агентство «Лунный свет» (Белгород); «Сборная Камызякского края по КВНу» (Астрахань) + «ГородЪ ПятигорскЪ» (Пятигорск).
- Жюри: Фёдор Бондарчук, Константин Лавроненко, Валдис Пельш, Павел Лунгин, Михаил Галустян, Сергей Светлаков, Юлий Гусман.
- Конкурсы: Приветствие, Биатлон на вылет, СТЭМ, Музыкальное домашнее задание.

| Команда           | Привет. | Биатлон | общий | СТЭМ | общий | МДЗ | Итого |
| ----------------- | ------- | ------- | ----- | ---- | ----- | --- | ----- |
| Союз              | 9,7     | 1       | 10,7  | 4    | 17,7  | 6   | 23,7  |
| ДАЛС              | 9,7     | 1       | 10,7  | 3    | 17,7  | 6   | 23,7  |
| Камызяки          | 9,7     | 0.9     | 10,6  | 4    | 17,6  | 5,9 | 23,5  |
| ГородЪ ПятигорскЪ | 9,7     | 0.9     | 10,6  | 3    | 17,6  | 5,9 | 23,5  |

Обладатели Летнего кубка 2016 — «Союз» (Тюменская область) и Детективное агентство «Лунный свет» (Белгород).

### 2017 год.Астана
- Дата игры: 1 июля 2017
- Тема игры: «КВН без границ»
- Команды: «Казахи (КВН)» (Астана); «ГородЪ ПятигорскЪ» (Пятигорск); «Сборная Камызякского края по КВНу» (Астрахань); «Азия MIX» (Бишкек).
- Жюри: Юлий Гусман, Екатерина Стриженова, Байгали Серкебаев, Михаил Галустян, Сергей Светлаков, Семен Слепаков, Валдис Пельш.
- Конкурсы: Приветствие, Биатлон на вылет, Музыкальное домашнее задание.

| Команда           | Приветствие | Биатлон | общий | МДЗ | Итого |
| ----------------- | ----------- | ------- | ----- | --- | ----- |
| Азия MIX          | 4,9         | 0,7     | 5,6   | 5,5 | 11,1  |
| Камызяки          | 5           | 0,8     | 5,8   | 6   | 11,8  |
| ГородЪ ПятигорскЪ | 4,3         | 0,9     | 5,2   | 5   | 10,2  |
| Казахи            | 5           | 1       | 6     | 6   | 12    |

- Обладатель Летнего кубка 2017 — команда «Казахи (КВН)».
- Первая игра, прошедшая на территории Средней Азии.
- Это пятый Летний кубок, когда выиграли хозяева.

Встреча выпускников КВН
Дата игры: 26 августа 2017
- Город: Сочи
- Команды: «Сборная Краснодарского края» (Армавир — Брюховецкая), «Сборная Перми» (Пермь), «Триод и Диод» (Смоленск), «Четыре татарина» (Казань).
- Жюри: Михаил Галустян, Александр Стриженов, Екатерина Стриженова, Валдис Пельш, Юлий Гусман.
- Конкурсы: Приветствие, СТЭМ, Музыкальный финал.

| Команда           | Приветствие | СТЭМ | Общий | Муз. финал | Итог |
| ----------------- | ----------- | ---- | ----- | ---------- | ---- |
| БАК — Соучастники | 1           | 0    | 1     | 0          | 1    |
| Сборная Перми     | 0           | 1    | 1     | 1          | 2    |
| Триод и Диод      | 1           | 0    | 1     | 0          | 1    |
| Четыре татарина   | 0           | 0    | 0     | 1          | 1    |

Конкурс СТЭМ команды играли вместе с известными квнщиками: Андрей Рожков («Четыре татарина»), Богдан Лисевский («Сборная Перми»), Дмитрий Соколов и Юлия Михалкова («Триод и Диод»), Михаил Галустян («Бак-Соучастники»)
- Победитель Встречи выпускников КВН 2017 — команда «Парма».

### 2018 год. Сочи
- Дата игры: 23 августа 2018
- Тема игры: -
- Команды: «Азия MIX» (Бишкек) + «Русская дорога» (Армавир), «Спарта (КВН)» (Астана) + «Радио Свобода» (Ярославль)
- Жюри: Михаил Галустян, Сергей Светлаков, Алексей Ягудин, Пелагея, Валдис Пельш, Семён Слепаков, Юлий Гусман

| Команда        | Приветствие | общий | Стэм | общий | КОП | Итог |
| -------------- | ----------- | ----- | ---- | ----- | --- | ---- |
| Азия Mix       | 5           | 10    | 3    | 16    | 4   | 24   |
| Русская дорога | 5           | 10    | 3    | 16    | 4   | 24   |
| Спарта         | 5           | 10    | 3    | 17    | 3   | 24   |
| Радио Свобода  | 5           | 10    | 4    | 17    | 4   | 24   |

- Обладатели Летнего кубка 2018 — команды «Азия MIX» (Бишкек) + «Русская дорога» (Армавир) и «Спарта» (Астана) + «Радио Свобода» (Ярославль)
- Несмотря на ничью, жюри заявило, что добавляет «одну тысячную балла» тандему «Азия MIX» + «Русская дорога», и что эти команды становятся обладателями Летнего кубка 2018, Александр Васильевич Масляков решил оставить кубок в клубе.

Встреча выпускников КВН
Дата игры: 25 августа 2018
- Город: Сочи
- Команды: «СОК» (Самара), «Казахи» (Астана).
- Жюри: Юлий Гусман, Михаил Галустян, Сергей Светлаков, Семён Слепаков, Валдис Пельш.
- Конкурсы: Приветствие, Разминка, Ремейк, Музыкальное домашнее задание.

| Команда | Приветствие | Разминка | Общий | Ремейк | Общий | МДЗ | Итог |
| ------- | ----------- | -------- | ----- | ------ | ----- | --- | ---- |
| СОК     | 0           | 1        | 1     | 0      | 1     | 1   | 2    |
| Казахи  | 1           | 0        | 1     | 1      | 2     | 0   | 2    |

| Команда | Приветствие | Разминка | Общий | Ремейк | Общий | МДЗ | Итог |
| ------- | ----------- | -------- | ----- | ------ | ----- | --- | ---- |
| СОК     | 4,5         | 1,0      | 5,5   | 3,0    | 8,5   | 5,0 | 13,5 |
| Казахи  | 5,0         | 0,5      | 5,5   | 3,5    | 9,0   | 4,0 | 13,0 |

Несмотря на равенство по победам в конкурсах, члены жюри с разницей в «100 мг» отдали победу команде «СОК» (Самара).
- Победитель Встречи выпускников КВН 2018 — команда СОК (Самара).

### 2019 год. Сочи и Екатеринбург
- Дата игры: 23 августа 2019
- Тема игры: -
- Команды: «Вятка» (Кировская область), «Раисы» (Иркутск), «Спарта» (Нур-Султан)
- Жюри: Юлий Гусман, Михаил Галустян, Алла Михеева, Эдгард Запашный, Вячеслав Муругов.
- Конкурсы: Приветствие, СТЭМ («Курортный сюжет»), Музыкальный фристайл.

| Команда | Приветствие | СТЭМ | Общий | Муз. фристайл | Итого |
| ------- | ----------- | ---- | ----- | ------------- | ----- |
| Вятка   | 5,0         | 3,8  | 8,8   | 4,9           | 13,7  |
| Раисы   | 5,0         | 3,9  | 8,9   | 4,8           | 13,7  |
| Спарта  | 5,0         | 4,0  | 9,0   | 5,0           | 14,0  |

- Обладатели Летнего кубка 2019 — «Спарта» (Нур-Султан).
- Первое переименование города в летнем кубке КВН, который представляет команда «Спарта», (до 23 марта Астана) впоследствии был переименован в Нур-Султан, первая команда из переименованного города, получившая Летний кубок.
- На данный момент это последний летний кубок, который проводился в Сочи.

Встреча выпускников КВН
Дата игры: 3 сентября 2019
- Город: Екатеринбург
- Команды: «ГородЪ ПятигорскЪ» (Пятигорск), «Сборная Камызякского края по КВНу» (Астрахань), «Уральские пельмени» (Екатеринбург).
- Жюри: Владимир Шахрин, Вячеслав Муругов, Пелагея, Михаил Галустян, Юлий Гусман.
- Конкурсы: Приветствие, Разминка, Музыкальное домашнее задание.

| Команда                           | Приветствие | Разминка | Общий | МДЗ | Итог |
| --------------------------------- | ----------- | -------- | ----- | --- | ---- |
| Сборная Камызякского края по КВНу | 5,0         | 4,8      | 9,8   | 5,0 | 14,8 |
| ГородЪ ПятигорскЪ                 | 5,0         | 4,4      | 9,4   | 4,6 | 14,0 |
| Уральские пельмени                | 5,0         | 4,4      | 9,4   | 5,0 | 14,4 |

- Впервые Встреча выпускников КВН проводилась в Екатеринбурге, 3 сентября, в Екатеринбург-Экспо.

- Победитель Встречи выпускников КВН 2019 — команда Сборная Камызякского края по КВНу (Астрахань).

### 2020 год. Москва
- Дата игры: 17 декабря 2020
- Тема игры: -
- Команды:  «Раисы» (Иркутск), «Так-то» (Красноярск)
- Жюри: Дмитрий Хрусталёв, Дмитрий Харатьян, Вячеслав Муругов, Константин Эрнст, Пелагея
- Конкурсы: Приветствие, Биатлон, Фристайл, Музыкальное домашние задание

| Команда | Приветствие | Биатлон | Общий | Фристайл | Общий | МДЗ | Итого |
| ------- | ----------- | ------- | ----- | -------- | ----- | --- | ----- |
| Раисы   | 4,8         | 0,3     | 5,1   | 5,0      | 10,1  | 5,0 | 15,1  |
| Так-то  | 5,0         | 0,4     | 5,4   | 5,0      | 10,4  | 5,0 | 15,4  |

- Обладатели Летнего кубка 2020 — «Так-то» (Красноярск).
- В приветствии «Раис» помогал КВНщик Алим Каялиев («Полуостров»). Также в приветствии и в фристайле «Раис» участвовал Николай Трубач. В приветствии «Так-то» участвовал Михаил Гребенщиков.
- В фристайле команды КВН «Так-то» было показано видео с участием Михаила Галустяна. В фристайле «Раис» помогал КВНщик Алексей Кривеня («Русская дорога»).
- В домашнем задании команды КВН «Так-то» помогали КВНщики Артём Муратов («Союз») и Вячеслав Макаров («Сборная Камызякского края»).
- В домашнем задании «Раис» участвовал Игорь Николаев.
- Команда «Вятка» (Кировская область) не смогла принять участие в данном кубке из-за положительного теста на коронавирус капитана Дмитрия Бушуева.

### 2021 год. Ялта и Екатеринбург
- Дата игры: 24 августа 2021
- Тема игры: -
- Команды: «Русская дорога» (Армавир) + «ИП Бондарев» (Надым), «Сборная «Татнефти»» (Альметьевск) + «Сборная Снежногорска» (Мурманск).
- Жюри: Константин Эрнст, Вадим Галыгин, Валдис Пельш, Пелагея, Никита Нагорный, Сергей Першин, Сангаджи Тарбаев.
- Конкурсы: приветствие, музыкальный биатлон, музыкальный фристайл.

| Команда              | Приветствие | общий | Биатлон | общий | Муз.фристайл | Итого |
| -------------------- | ----------- | ----- | ------- | ----- | ------------ | ----- |
| Русская дорога       | 5,0         | 9,9   | 0,3     | 10,2  | 6,0          | 16,2  |
| ИП Бондарев          | 4,9         | 9,9   | 0,3     | 10,2  | 6,0          | 16,2  |
| Сборная «Татнефти»   | 4,9         | 9,9   | 0,1     | 10,0  | 5,4          | 15,4  |
| Сборная Снежногорска | 5,0         | 9,9   | 0,1     | 10,0  | 5,4          | 15,4  |

- Обладатели Летнего кубка 2021 — команды «Русская дорога» (Армавир) и «ИП Бондарев» (Надым)
- В качестве гостей в начале игры выступила команда «Полуостров» (Симферополь).

Встреча выпускников КВН
Дата игры: 19 июня 2021
- Город: Екатеринбург
- Команды: «Азия MIX» (Бишкек), «Борцы — Северный десант» (Сургут), «Вятка» (Кировская область).
- Жюри: Владимир Шахрин, Пелагея, Валдис Пельш, Алла Михеева, Сергей Светлаков.
- Конкурсы: Приветствие, Разминка, Музыкальное домашнее задание.

| Команда  | Приветствие | Разминка | Общий | МДЗ | Итог |
| -------- | ----------- | -------- | ----- | --- | ---- |
| Азия MIX | 4.8         | 4,0      | 8,8   | 4,4 | 13,2 |
| Борцы    | 4,6         | 3,8      | 8,4   | 4,6 | 13   |
| Вятка    | 4,8         | 4,0      | 8,8   | 5,0 | 13,8 |

- Победитель Встречи выпускников КВН 2021 — команда «Вятка» (Кировская область).

### 2022 год. Ялта и Екатеринбург
- Дата игры: 22 августа 2022
- Тема игры: -
- Команды: «Русская дорога» (Армавир); Сборная Пермского края (Пермь); «Борцы. Северный десант» (Нижневартовск).
- Жюри: Константин Эрнст, Вадим Галыгин, Олеся Судзиловская, Андрей Рожков, Виктор Васильев.
- Конкурсы: приветствие, ситуации, музыкальное домашнее задание.

| Команда                | Приветствие | Ситуации | Общий | МДЗ | Итого |
| ---------------------- | ----------- | -------- | ----- | --- | ----- |
| Русская дорога         | 5,0         | 5,0      | 10,0  | 5,0 | 15,0  |
| Сборная Пермского края | 4,6         | 4,0      | 8,6   | 4,4 | 13,0  |
| Борцы. Северный десант | 4,6         | 5,0      | 9,6   | 4,6 | 14,2  |

- Победитель Летнего кубка КВН 2022 — команда «Русская дорога» (Армавир).
- Игру провёл Валдис Пельш.

Встреча выпускников КВН
- Дата игры: 15 июля 2022
- Город: Екатеринбург
- Команды: «Раисы» (Иркутск), «Русская дорога» (Армавир), «Сборная Снежногорска» (Мурманск),
- Жюри: Дмитрий Колчин, Ксения Корнева (в ходе "Приветствия" "Раис" в жюри её заменил Эдгард Запашный), Алла Михеева, Александр Олешко, Андрей Рожков
- Конкурсы: Приветствие, Ситуация, Домашнее задание, Музыкальный финал.

| Команда              | Приветствие | Ситуация | Сумма | Домашнее задание | Сумма | Музыкальный финал | Итог |
| -------------------- | ----------- | -------- | ----- | ---------------- | ----- | ----------------- | ---- |
| Раисы                | 5,0         | 5,0      | 10,0  | 5,0              | 15,0  | 5,0               | 20,0 |
| Русская дорога       | 4,2         | 4,8      | 9,0   | 4,8              | 13,8  | 4,8               | 18,6 |
| Сборная Снежногорска | 4,5         | 4,5      | 9,0   | 4,7              | 13,7  | 4,7               | 18,4 |

- Победитель Встречи выпускников КВН 2022 — команда «Раисы» (Иркутск).
- Игру провёл Валдис Пельш.

### 2023 год. Пермь, Екатеринбург, Витебск
- Дата игры: 19 августа 2023
- Город: Пермь
- Команды: «Сборная Пермского края» (Пермь), «Имени Меня» (Королёв), «Доктор Хаусс» (Могилёв)[2]
- Жюри: Сергей Жилин, Сергей Светлаков, Алла Михеева, Вадим Галыгин, Катерина Шпица, Александр Олешко[3]
- Конкурсы: Приветствие, Ситуация, Музыкальное домашнее задание.

| Команда                | Приветствие | Ситуация | Сумма | МДЗ | Итог |
| ---------------------- | ----------- | -------- | ----- | --- | ---- |
| Сборная Пермского края | 5,0         | 5,0      | 10,0  | 5,0 | 15,0 |
| Доктор Хаусс           | 5,0         | 4,7      | 9,7   | 4,8 | 14,5 |
| Имени меня             | 4,8         | 4,3      | 9,1   | 5,0 | 14,1 |

- Победитель Летнего кубка КВН 2023 — команда «Сборная Пермского края» (Пермь).
- Игру провёл Валдис Пельш[2].

Встреча выпускников КВН
- Дата игры: 30 июня 2023
- Город: Екатеринбург
- Команды: «Станция Спортивная» (Москва), «СОК» (Самара), «Сборная Дагестана».
- Жюри: Сергей Жилин, Алла Михеева, Вадим Галыгин, Эдгард Запашный, Андрей Рожков
- Конкурсы: Приветствие, Домашнее задание, Музыкальный финал.

| Команда            | Приветствие | Домашнее задание | Сумма | Музыкальный финал | Итог |
| ------------------ | ----------- | ---------------- | ----- | ----------------- | ---- |
| Станция Спортивная | 5,0         | 5,0              | 10,0  | 5,0               | 15,0 |
| СОК                | 5,0         | 4,8              | 9,8   | 5,0               | 14,8 |
| Сборная Дагестана  | 4,8         | 4,2              | 9,0   | 5,0               | 14,0 |

- Победитель Встречи выпускников КВН 2023 — команда «Станция Спортивная» (Москва).
- Игру провёл Валдис Пельш.

Кубок "Славянского Базара" - 2023
- Дата игры: 16 июня 2023
- Город: Витебск
- Команды: «Доктор Хаусс» (Могилёв), «Борцы» (Сургут), «Юра» (Москва), «Триод и Диод» (Смоленск), «Русская дорога» (Армавир).
- Гость игры: команда «Пушка» (Гродно), участники проекта «КВН. Дети».
- Конкурсы: Приветствие, Домашнее задание.
- Победители Кубка: «Борцы» (Сургут)

### 2024 год. Южно-Сахалинск, Екатеринбург, Витебск
- Дата игры: 16 августа 2024[4]
- Город: Южно-Сахалинск[5]
- Команды: «Сборная Пермского края», «Доктор Хаусс» (Могилёв), «Флэш-Рояль» (Ростов-на-Дону).
- Жюри: Алла Михеева, Дмитрий Колчин, Роман Карманов, Вадим Галыгин, Екатерина Мизулина
- Конкурсы: Приветствие, Разминка, Капитанский конкурс, Музыкальное домашнее задание

| Команда                | Приветствие | Разминка | общий | Капитанский | общий | МДЗ | Итог |
| ---------------------- | ----------- | -------- | ----- | ----------- | ----- | --- | ---- |
| Флэш рояль             | 4,8         | 4,8      | 9,6   | 5           | 14,6  | 5   | 19,6 |
| Доктор Хаусс           | 5           | 5        | 10    | 5           | 15    | 5   | 20   |
| Сборная Пермского края | 5           | 4,4      | 9,4   | 4,6         | 14    | 5   | 19   |

- Победитель Летнего Кубка КВН 2024 — Команда КВН "Доктор Хаусс" (Могилёв)
- Разминка на этой игре проводилась со зрительным залом.
- Капитанский конкурс играли: Игорь Пименов ("Флэш-Рояль"), Игорь Караваев ("Сборная Пермского края") и Павел Малахов ("Доктор Хаусс")
- Игру провёл Валдис Пельш[6].

Кубок КВН «Славянского базара»
- Дата игры: 14 июля 2024[7]
- Город: Витебск
- Команды: «Доктор Хаусс» (Могилёв),  «Ровеньки» (Орёл), «Город Магас» (Ингушетия), «Раисы» (Иркутск), Триод и Диод (Смоленск).
- Жюри: Анатолий Ярмоленко, Виталий Кульбаков, Леонид Купридо.
- Конкурсы: Приветствие, Разминка и Музыкалка.

- Победитель Кубка КВН "Славянского базара" 2024 — команда «Раисы» (Иркутск)[8].

- Игру провёл: Гар Дмитриев[9].

Встреча выпускников КВН
- Дата игры: 14 июня 2024
- Город: Екатеринбург
- Команды: «Доктор Хаусс» (Могилёв), «Русская дорога» (Армавир), «Сборная Пермского края».
- Жюри: Алла Михеева, Эдгард Запашный, Андрей Рожков, Екатерина Мизулина, Михаил Боярский[6]

- Победитель Встречи выпускников КВН 2024 — команда «Русская дорога» (Армавир).[10]

- Игру провёл Валдис Пельш[6].

### 2025 год. Пермь, Екатеринбург
- Дата игры: 10 августа 2025[11]
- Город: Пермь
- Команды: «Флэш-Рояль» (Ростов-на-Дону), «Юрикен» (Владикавказ), «Сборная Пермского края».[12]
- Конкурсы: Приветствие, Разминка, Биатлон, Музыкальное домашнее задание.

| Команда                | Приветствие | Разминка | Общий | Биатлон | Общий | Домашка | Итог |
| ---------------------- | ----------- | -------- | ----- | ------- | ----- | ------- | ---- |
| Флэш-Рояль             | 5,0         | 4,8      | 9,8   | 1,0     | 10,8  | 5,0     | 15,8 |
| Юрикен                 | 4,0         | 4,8      | 8,8   | 0,6     | 9,4   | 4,6     | 14,0 |
| Сборная Пермского края | 4,8         | 4,6      | 9,4   | 0,8     | 10,2  | 4,8     | 15,0 |

- Победитель Летнего Кубка КВН 2025 — команда «Флэш-Рояль» (Ростов-на-Дону).
- Разминка на этой игре проводилась со зрительным залом.
- Игру провёл Валдис Пельш

Встреча выпускников КВН
- Дата игры: 20 июня 2025
- Город: Екатеринбург
- Команды: "Четыре татарина" (Казань), "Нарты из Абхазии" (Сухум), "Сборная МАИ" (Москва)[13]
- Жюри: Денис Казанский, Эдгар Запашный, Сергей Исаев, Сергей Светлаков, Сергей Жилин, Екатерина Мизулина.
- Конкурсы: Приветствие, Разминка, Музыкальное домашнее задание.

| Команда          | Приветствие | Разминка | Общий | МДЗ | Итог |
| ---------------- | ----------- | -------- | ----- | --- | ---- |
| Сборная МАИ      | 0,0         | 0,0      | 0,0   | 0,0 | 0,0  |
| Четыре татарина  | 0,0         | 0,0      | 0,0   | 0,0 | 0,0  |
| Нарты из Абхазии | 0,0         | 0,0      | 0,0   | 0,0 | 0,0  |

- Победитель Встречи выпускников КВН 2025 — команда "Нарты из Абхазии" (Сухум).[14]

## Факты
- За всю историю Летнего кубка шесть команд становились его обладателями более одного раза. Это «Дети лейтенанта Шмидта» (1999, 2001), тандем «Нарты из Абхазии» — «Пирамида» (2008, 2010), «Союз» (2015, 2016), «Русская дорога» и «Утомлённые Солнцем» трижды получили кубок.
- Первой российской командой, выигравшей Летний кубок, стала команда «Махачкалинские бродяги» в 1997 году.
- На декабрь 2024 года насчитывается девять команд, которые, не являясь чемпионами клуба, участвовали в Летнем кубке: «ЛУНа», «Пирамида», «ПриМа», «СОК», «Сборная СССР», Сборная Камызякского края по КВН, «Парапапарам», Сборная Физтеха, «Детективное агентство „Лунный свет“», «Казахи», «Русская дорога», «Радио Свобода», «Сборная Снежногорска», «Борцы. Северный десант» и «ИП Бондарев». Командам «ПриМа», «СОК», «Русская дорога» и Сборной Камызякского края по КВН впоследствии удалось завоевать чемпионское звание.
- На момент конца 2024 года существуют команды, которые одновременно играли в текущем сезоне и принимали участие в летнем кубке: «Новые армяне» (1999), «Дети лейтенанта Шмидта» (2000, 2001 (некоторые участники в составе команды «Сибирские сибиряки»)), «Обычные люди» (2008), «Пирамида» (2008), «СОК» (2010), «Русская дорога» (2018), «ИП Бондарев» (2021) и «Флэш-Рояль» (2024). Однако при этом «Обычные люди» и «СОК» играли, уже выбыв из сезона. Также принимали участие во встрече выпускников некоторые представители команды «Борцы» в 2021 году, которые одновременно играли также и в сезоне за команду «Неудержимый Джо».
- Первым Летним кубком, прошедшим вне территории СНГ, стал Кубок 1996 года, который был проведён на корабле у берегов Франции и Испании.
- Вопреки распространённому[где?] мнению о том, что кубок — соревнование чемпионов двух прошлых лет, в таком формате он проводился всего двенадцать раз из двадцати одного: в 1997, 1999, 2000, 2002, 2004, 2005, 2006, 2012, 2013, 2019, 2020, 2023
- Из всех чемпионов Высшей лиги всего три команды ни разу не участвовали в Летнем кубке — ХВВАИУ, ЕрМИ и «Неудержимый Джо».
- Среди чемпионов Высшей лиги кубок не получили «Одесские Джентльмены», НГУ, ХВВАИУ (не участвовали), ЕрМИ (не участвовали), «Эскадрон гусар», «Запорожье — Кривой Рог — Транзит», «Мегаполис», «Обычные люди», «МаксимуМ», «ПриМа», Сборная Краснодарского края, Сборная Камызякского края, «Раисы», «Вятка», Сборная «Татнефти», «Неудержимый Джо» (не участвовали) и «Имени меня».